# 科斯蒂斯·帕拉马斯
科斯蒂斯·帕拉马斯（希臘語：Κωστής Παλαμάς，拉丁转写：Kostis Palamas，1859年—1943年），希腊诗人。他是《奥林匹克圣歌》的词作者。

## 生平
科斯蒂斯·帕拉马斯生于伯罗奔尼撒半岛西北部的帕特雷市。1897年至1926年，在雅典大学长期担任行政职务。1943年去世，享年84岁。